# 瓦尔德纳布河畔诺伊施塔特
瓦尔德纳布河畔诺伊施塔特（德語：Neustadt an der Waldnaab，官方拼写为，發音：[ˈnɔʏʃtat ʔan deːɐ̯ ˈvaltˌnaːp] ⓘ）是德国巴伐利亚州上普法尔茨行政区瓦尔德纳布河畔诺伊施塔特县的城市，也是瓦尔德纳布河畔诺伊施塔特县的县治，面积9.93平方千米，2023年12月31日人口为5,950人。